# Scifozoare

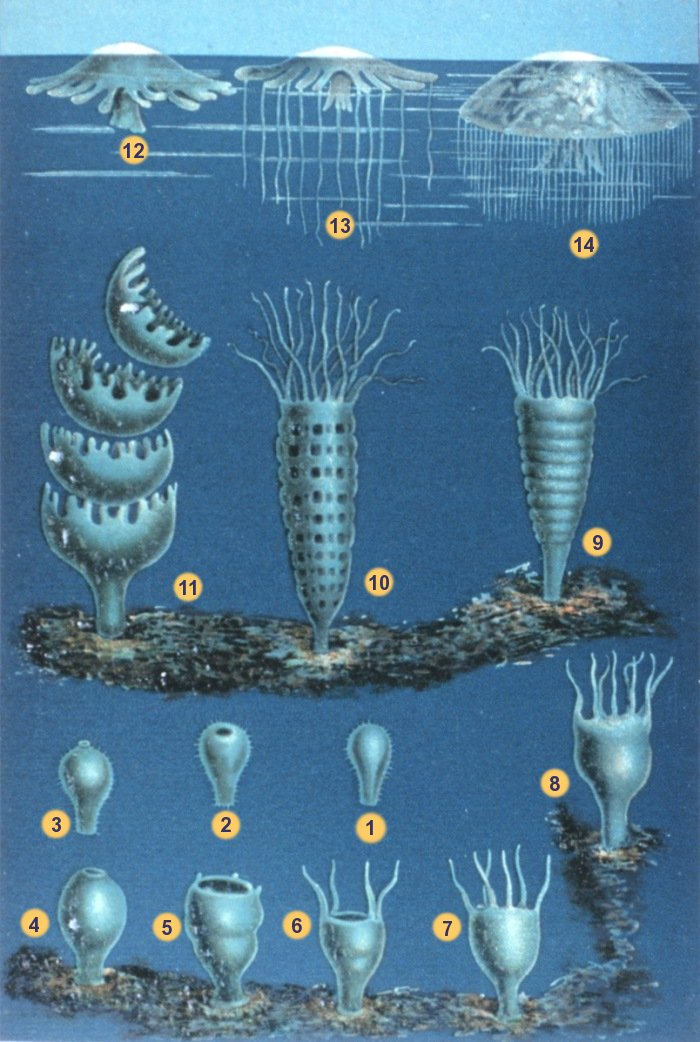
Ciclul biologic al scifozoarelor

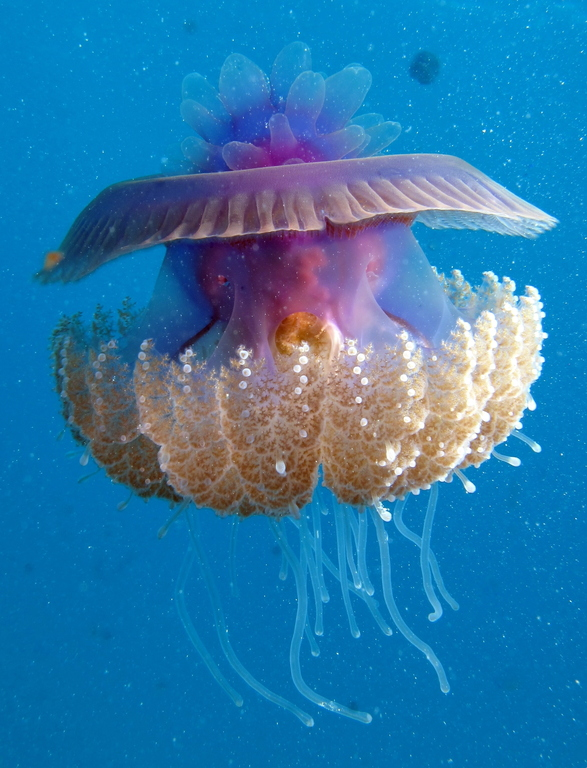
Cephea cephea

Scifozoarele (Scyphozoa) sunt o clasă de animale marine din încrengătura Cnidaria.

## Clasa scifozoare (Scyphozoa)
Reprezentanți ai acestei clase sunt meduzele, care pot fi întâlnite în toate mările.
Unele specii sunt pelagice, altele trăiesc la adâncimi mari și doar rareori se ridică la suprafață. Foarte periculoase sunt speciile numite „viespi de mare”, a căror înțepătură poate provoca moartea altor organisme. Meduzele din ordinul Rizostomida sunt răspândite în mările tropicale. În Marea Neagră se întâlnește specia de meduze Rizostoma pulmo, care nu are tentacule marginale, hrana prinzând-o cu paletele bucale.

## Taxonomie
În prezent Scyphozoa cuprinde doar trei ordine extante de animale. Aproximativ 200 de specii existente sunt recunoscute în prezent, dar adevărata diversitate este probabil să se ridice la cel puțin 400 de specii. 
Clasa Scyphozoa
- Ordinul Coronatae

- Familia Atollidae
- Familia Atorellidae
- Familia Linuchidae
- Familia Nausithoidae
- Familia Paraphyllinidae
- Familia Periphyllidae

- Subclasa Discomedusae

- Ordinul Rhizostomeae

- Subordinul Daktyliophorae

- Familia Catostylidae
- Familia Lobonematidae
- Familia Lychnorhizidae
- Familia Rhizostomatidae
- Familia Stomolophidae

- Subordinul Kolpophorae

- Familia Cassiopeidae
- Familia Cepheidae
- Familia Mastigiidae
- Familia Thysanostomatidae
- Familia Versurigidae

- Ordinul Semaeostomeae

- Familia Cyaneidae
- Familia Drymonematidae
- Familia Pelagiidae
- Familia Phacellophoridae
- Familia Ulmaridae

- Giganotomedusozoa?